# Naver
Naver (네이버?) è una piattaforma online sudcoreana gestita da Naver Corporation. Ha debuttato nel 1999 come il primo portale web in Corea del Sud a sviluppare e utilizzare il proprio motore di ricerca. È stato anche il primo operatore al mondo a introdurre la funzione di ricerca completa, che raccoglie i risultati della ricerca da varie categorie e li presenta in un'unica pagina. Da allora Naver ha aggiunto una moltitudine di nuovi servizi che vanno dalle funzionalità di base come casella e-mail e sito di notizie alla prima piattaforma di domande e risposte online al mondo Knowledge iN.
A settembre 2017, il motore di ricerca gestiva il 74,7% di tutte le ricerche web in Corea del Sud e contava 42 milioni di utenti registrati. Più di 25 milioni di coreani hanno Naver come pagina iniziale nel browser predefinito e l'applicazione mobile ha 28 milioni di visitatori giornalieri. Naver viene spesso definito anche "il Google della Corea del Sud".